# Robert Marconis
Robert Marconis, né le 1er octobre 1945 à Toulouse, est un géographe français, professeur émérite de géographie à l'Institut d'études politiques de Toulouse et à l'université Toulouse-Jean-Jaurès. Il est spécialiste des transports en commun et des recompositions urbaines et territoriales, notamment de la ville de Toulouse et de la région Midi-Pyrénées,.

## Biographie
Après avoir passé son enfance dans les faubourgs populaires du quartier Saint-Cyprien à Toulouse, Robert Marconis, poussé par ses parents, s'oriente vers le métier d'instituteur et rentre à l'École normale d'instituteurs à Toulouse (entre 1960 et 1963) puis à Montpellier (en 1963 et 1964). Par la suite, il s'intéresse aux lettres modernes et à l'histoire mais c'est une conférence de géographie qui lui donne le goût de la matière.
Après une licence en 1966 à la Faculté des lettres et des sciences humaines de Toulouse, il devient professeur agrégé de géographie en 1968. Il débute alors sa carrière au lycée Louis-Barthou de Pau avant de faire son service national au lycée français d’Annaba en Algérie jusqu'en 1971.

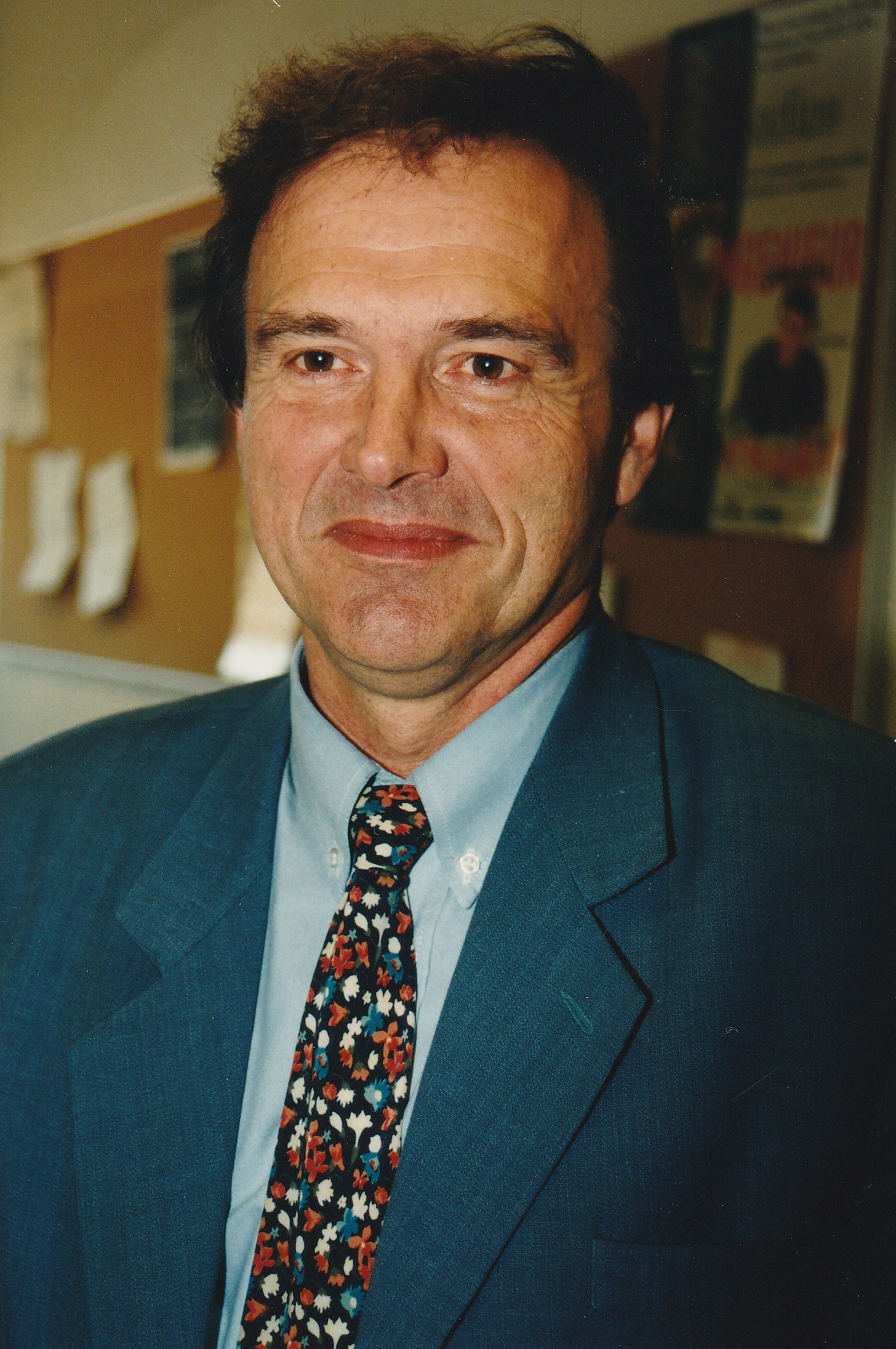
Robert Marconis au Festival international de géographie en 1997.

À son retour en métropole, il s'installe comme assistant à l'université de Toulouse et intègre le Centre de recherche interdisciplinaire d’études urbaines (LISST-CIEU-CNRS) de l'université dès sa création. En 1984, il obtient un doctorat d'État ès lettres et sciences humaines. Sa thèse est consacrée aux transports, l'espace et la société de Midi-Pyrénées aux XIXe et XXe siècles,.
Quatre années plus tard, Robert Marconis est professeur des universités. Parmi ses fonctions administratives exercées à l'université de Toulouse du Mirail, il a été notamment directeur du département de Géographie entre 1999 et 2005. Il est également membre du Conseil national de l'information statistique et président du Comité régional de l’information économique et sociale de Midi-Pyrénées. Il a été président national de l'Association des professeurs d'histoire et géographie (entre 1995 et 2007, avant d'en être élu président d'honneur. Il est élu en 2011 à l'Académie des sciences, inscriptions et belles-lettres de Toulouse.
Robert Marconis a été membre du Conseil de développement de la Grande agglomération toulousaine (2002-2013) avant de rejoindre le bureau du Conseil de développement de Toulouse-Métropole. Il participe au Conseil scientifique de l'Agence d'urbanisme de Toulouse Aire urbaine (AUAT) et, depuis 2014, a été nommé au CESER (Conseil économique social et environnemental de Midi-Pyrénées, section de prospective). Il est membre du Comité éditorial des Presses universitaires du Midi et du Comité scientifique pour la candidature de Toulouse au patrimoine de l'Unesco. En avril 2017, Robert Marconis a été nommé au Conseil scientifique de Tisseo-SMTC, présidé par Patrick Vandevoorde, pour le projet TAE, troisième ligne du métro de Toulouse.

## Honneurs et distinctions
- Chevalier de la Légion d'honneur (2000)[1].
- Officier des Palmes académiques (2009)[1].
- Membre titulaire le l'Académie des sciences, inscriptions et belles-lettres de Toulouse (2016) - Membre correspondant depuis 2012[4]

## Publications

### Ouvrages
- Pétrole : la grande confrontation, Éditions des Hespérides, Toulouse, 1975, 270 p.
- Sud-Ouest, les atouts du retard (avec B. Kayser), La Documentation photographique, no 6022, 1976.
- Midi-Pyrénées, XIXe-XXe siècles, transports-espace-société, Éditions Milan, 1986, 2 vol. 860 et 400 p.
- Introduction à la géographie, Armand Colin, coll. « U », 1996, 225 p. (2e édition 2000)
- Urbanisation et urbanisme en France : les métropoles de province, La Documentation française, coll. « Documentation photographique », no 8025, 2002, 64 p.
- France : recompositions territoriales, La Documentation française, coll. « Documentation photographique », no 8051, 2006, 64 p.
- Toulouse : un métro pour changer de siècle, Privat, 2008, 144 p.
- 150 ans de transports publics à Toulouse, avec Julie Vivier, Privat, 2010
- Le Bazacle, avec Santiago Mendieta, Adelaïde Maisonabe et Raphaël Dhers, Privat, 2010
- Toulouse: territoires du tramway, Privat, 2011, 140 p.

### Atlas
- Direction scientifique avec F. Pradel de Lamaze, Représentations de Midi-Pyrénées : atlas régional, université de Toulouse-Le Mirail/INSEE, Privat, 1995.

### Contributions à des ouvrages collectifs
- « Transports ferroviaires » dans Atlas Midi-Pyrénées, régional et départemental (huit éditions départementales), conseil régional de Midi-Pyrénées, université de Toulouse-Le Mirail, 1981-1986.
- « Tarn », 6 planches départementales dans Atlas Midi-Pyrénées, régional et départemental (huit éditions départementales), conseil régional de Midi-Pyrénées, université de Toulouse-Le Mirail, 1981-1986
- « Images de Midi-Pyrénées », in Guide bleu "Toulouse-Midi-Pyrénées", Hachette, 1989, p. 61-73
- « Midi-Pyrénées, XIXe et XXe siècles », in Guide bleu "Toulouse-Midi-Pyrénées", Hachette, 1989, p. 90-94
- « Toulouse. La ville dans l'Histoire. La ville aujourd'hui », in Guide bleu Toulouse-Midi-Pyrénées, Hachette, 1989, p. 713-725
- « Les canaux du Midi », In Guide bleu "Toulouse-Midi-Pyrénées", Hachette, 1989, p. 530-534
- Technologies nouvelles, mutations industrielles et changements urbains, CIEU / Presses universitaires du Mirail, Coll. Villes et territoires, no 2, 1989, 207 p.
- « Toulouse et son cadre naturel », in Toulouse, Encyclopédie des villes. Ed. Bonneton, 1990, p. 9-39
- « Toulouse, ville d'avenir (Toulouse métropole, Toulouse technopole) », In Toulouse, Encyclopédie des villes, Ed. Bonneton, 1990, p. 245-293
- « Il faut sauver le Canal du Midi », in Le Canal royal du Languedoc, Éditions Loubatières, Toulouse, 1992, p. 233-239
- « Toulouse », In Atlas historique des villes européennes, volume France, sous la direction de J.L. Pinol, Centre des cultures contemporaines. Barcelone, Hachette, 1996, p. 231-255
- « Le territoire français, XIXe – XXe siècles », in Histoire de France, tome 2. Sociétés et cultures, PU du Mirail, 1996, p. 7-50
- « La gestion des mobilités, La réorganisation des grandes infrastructures de transport en Europe occidentale », dans La Planète nomade, les mobilités géographiques aujourd'hui, sous la dir. de R. Knafou, Éditions Belin, 1998, p. 127-144
- « Midi-Pyrénées », dans La France dans ses régions, sous la dir. d’A. Gamblin, tome II SEDES, 1re édition 1994, 3e édition, 2000, p. 121-150.
- « Lieux de mémoire, mémoire des lieux, propos d’un géographe », dans Montagnes, Méditerranée, mémoire, mélanges offerts à P. Joutard, Musée dauphinois, université de Provence, p. 443-452.
- « Toulouse, deux siècles d’urbanisation vers l’Est », dans Urbain, trop urbain… le prolongement de la ligne A du métro, Tisseo-SMTC, 2003, p. 9-57.
- Coord. du numéro spécial de Sud-Ouest européen, no 15, 2003, « Midi-Pyrénées, populations et territoires », actes du colloque INSEE/UTM, 2002
- « Midi-Pyrénées », Encyclopédie Universalis, 2004.
- « Toulouse », Encyclopédie Universalis, 2004.
- « Les transports, éléments de la construction métropolitaine », dans Métropolisation et grands équipements structurants, sous la dir. de C. Siino, F. Laumiere er F. Leriche, Coll. Villes & Territoires, Presses universitaires du Mirail, 2004.
- « Espace géographique », dans Notions, Encyclopédie Universalis, 2004.
- « Albi, Auch, Castres, Cahors, Foix, Montauban, Rodez, Tarbes », Encyclopédie Universalis, 2005.
- Formes et densités, aire urbaine de Toulouse, AUAT, Toulouse aire urbaine, 2005, 111 p.
- « France: recompositions territoriales », dans Images économiques du Monde 2006, Armand Colin, 2005, p. 119-130
- « France : défis et enjeux de la compétitivité », dans Images économiques du Monde 2008, Armand Colin, 2007, p. 213-217
- « France. Un enjeu majeur : les grandes infrastructures de transport », dans Images économiques du Monde, 2008, Armand Colin, 2007, p. 223-229
- Transports, urbanisation et urbanisme à Toulouse, deux mille ans d'histoire pour une question toujours d'actualité, dans À la croisée des chemins, la ligne B du métro de l'agglomération toulousaine, Tisséo, 2007, p. 9-66
- «Le Lauragais » dans, Regards Sur Un Patrimoine, avec Anne Brenon, Jean-Loup Marfaing et Sébastien Vaissière, Editions Loubatières, Toulouse, 2009.
- « Le Canal du Midi », dans Regards Sur Un Patrimoine, avec Jean-Loup Marfaing et Jean-Christophe Sanchez, Éditions Loubatières, 2012, 132 p.